# Лякеле
Лякеле (пол. Lakiele, нім. Lakellen, 1938-45: Schönhofen) — село в Польщі, у гміні Ковале-Олецьке Олецького повіту Вармінсько-Мазурського воєводства.
Населення — 161 особа (2011).
У 1975-1998 роках село належало до Сувальського воєводства.

## Демографія
Демографічна структура станом на 31 березня 2011 року:
|          | Загалом | Допрацездатний вік | Працездатний вік | Постпрацездатний вік |
| -------- | ------- | ------------------ | ---------------- | -------------------- |
| Чоловіки | 84      | 23                 | 55               | 6                    |
| Жінки    | 77      | 17                 | 46               | 14                   |
| Разом    | 161     | 40                 | 101              | 20                   |